# Aleksandr Varnek
Aleksandr Varnek (en russe : Варнек, Александр Григорьевич) était un peintre portraitiste russe du XIXe siècle

## Biographie
Varnek est formé à l’Académie russe des Beaux-Arts à Saint-Pétersbourg. Il devient un portraitiste réputé de la haute société

## Œuvres
- 1805-1806 : Autoportrait avec palette et pinceaux à la main. Huile sur toile. 55,7 x 47,1 cm. Galerie Tretiakov à Moscou[2].